# Varrasjärvi
Varrasjärvi är en sjö i Finland. Den ligger i kommunen Seinäjoki i landskapet Södra Österbotten, i den sydvästra delen av landet, 300 km norr om huvudstaden Helsingfors. Varrasjärvi ligger 40,1 meter över havet. I omgivningarna runt Varrasjärvi växer i huvudsak blandskog. Arean är 8,8 hektar och strandlinjen är 2,25 kilometer lång. Sjön  ingår i Kyro älvs huvudavrinningsområde. 